# Frederic al III-lea al Sfântului Imperiu Roman
Frederic al III-lea (n. 21 septembrie 1415, Innsbruck, Austria – d. 19 august 1493, Linz, Austria) a fost ales Rege al Romanilor (Rex Romanorum) din 1440 și a fost încoronat Împărat al Sfântului Imperiu Roman în 1452 domnind până la sfârșitul vieții. A aparținut Casei de Habsburg. A fost căsătorit cu Eleonora de Portugalia, fiica regelui Eduard al Portugaliei și a soției acestuia, Eleonora de Aragon.
La 2 februarie 1440 a fost ales rege german la Frankfurt am Main. Până la încoronarea sa de către papa Nicolae al V-lea la 19 martie 1452 ca Împărat al Sfântului Imperiu Roman a domnit sub numele de Frederic al IV-lea (Rege german). Odată cu încoronarea sa la Roma ca împărat romano-german (catolic) de către Papa Nicolae al V-lea a intrat în cronologia imperială ca Frederic al III-lea (Sfânt Împărat Roman). A fost ultimul împărat al Sfântului Imperiu Roman încoronat la Roma, și antipenultimul împărat încoronat de Papă. Ca Arhiduce al Austriei a purtat numele de Frederic al V-lea (Arhiduce al Austriei).
S-a opus reformei Imperiului, reușind cu greutate să evite alegerea unui alt Rege al Germaniei. În timpul domniei sale nu a reușit să câștige nici o bătălie, recurgând la planuri subtile pentru a-și păstra puterea. L-a ținut ostatic pe nepotul său Ladislau Postumul, în încercarea de a-și exersa autoritatea asupra teritoriilor acestuia. Nu a reușit însă să obțină controlul asupra Ungariei și Boemiei, fiind învins de Matia Corvin în 1485, acesta din urmă ocupând Viena timp de 5 ani. Din această cauză, curtea lui Frederic al III-lea a avut o existență itinerantă, de-a lungul anilor Frederic rezidând ca rege german și sfânt împărat roman (catolic) la Graz, Linz și Wiener Neustadt.
Principalele succese le-a obținut datorită faptului că a trăit mai mult decât rivalii săi și a reușit, printr-o politică de alianțe prin căsătorie reușită, să extindă domeniul Habsburgilor, aceștia devenind una dintre familiile regale predominante în Europa. Alte victorii de mai mică importanță au fost reprezentate de înființarea episcopatelor de Viena și Wiener Neustadt, un pas ce nici un alt Duce de Austria nu l-a reușit înaintea sa. La vârsta de 77 de ani, Frederic a murit la Linz, în timpul unei operații de amputare a piciorului stâng.

## Căsătorie și descendenți
Pe 16 martie 1452 la Roma, Frederic al III-lea s-a căsătorit cu Eleonora de Portugalia și după 3 zile au fost încoronați ca împărăt respectiv împărăteasă a Sfântului İmperiu Roman.
Din acestă căsătoria au rezultat cinci copii:
- Christop (1455–1456);
- Maximilian I (1459–1519), l-a succedat pe tatălui său. la tronul imperial; fiul său a fost Filip I al Castiliei;
- Helene (1460–1462);
- Cunigunda (1465–1520), s-a căsătorit in 1487 cu ducele Albert al IV-lea al Bavariei; a avut urmași;
- Johannes (1466–1467).

În ultimi ani ai vieții Frederic al III-lea a domnit alături de fiul său.

## Diverse

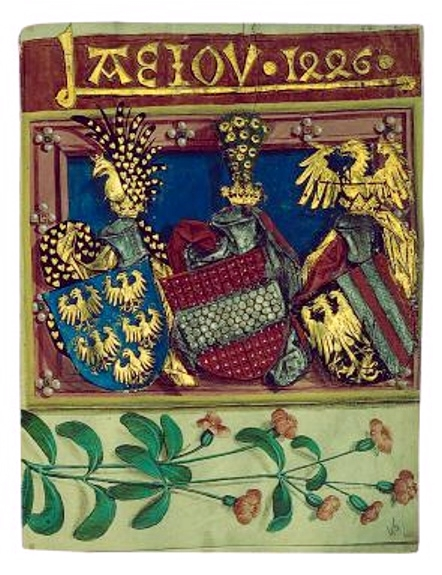
Prescurtarea AEIOU
pe un ex libris al regelui roman
Frederic al IV-lea (1446)

Frederic al III-lea a folosit acronimul A.E.I.O.U., căruia i-au fost date mai multe înțelesuri:
1. Austria est imperio optime unita
2. Austria erit in orbe ultima
3. Austriae est imperare orbi universo
4. Alles Erdreich ist Östereich untertann.